# ホワイトヘイファー病
ホワイトヘイファー病（ホワイトヘイファーびょう、英: white heifer disease）とは白色被毛遺伝子と高度に関係した劣性遺伝子を原因とするミューラー管の部分的形成不全。英国のショートホーン種において最初に発見された。ホルスタイン種でも発生するが、毛色との関係はない。本病では正常な卵巣をもっているため、フリーマーチンとの鑑別が可能である。